# پلزنت هیل، شهرستان میلر، آرکانزاس
پلزنت هیل (به انگلیسی: Pleasant Hill) یک منطقهٔ مسکونی در ایالات متحده آمریکا است که در شهرستان میلر، آرکانزاس واقع شده‌است. پلزنت هیل ۷۸٫۹۴ متر بالاتر از سطح دریا واقع شده‌است.